# Nene Ōtsuka
Pour les articles homonymes, voir Otsuka.
Nene Ōtsuka (大塚 寧々, Ōtsuka Nene), née à Tokyo (Japon) le 14 juin 1968, est une actrice japonaise.

## Biographie
- Formation : Université Nihon
- Conjoints : 
  - Sandaime Uotake Shigeo Hamada, de 1998 à 2001, avec qui elle a un enfant
  - l'acteur Seiichi Tanabe (depuis 2002)

## Filmographie

### Au cinéma
- 1994 : 119
- 1995 : School Mystery : Yuriko Suzuki
- 1996 : Swallowtail and Butterfly (スワロウテイル, Suwarōteiru?) de Shunji Iwai : Reiko
- 1998 : Ooinaru kan bonno : Kiyo
- 2000 : Koroshi : Yuji, la femme de Kazuko
- 2000 : Les Prisonniers du paradis (天国から来た男たち, Tengoku kara kita otoko-tachi?) de Takashi Miike : Namie Mishima
- 2001 : Aruku Hito : Nobuko Shimizu
- 2002 : La Forêt sans nom (あじまぁのウタ 上原知子－天上の歌声, Shiritsu tantei Hama Maiku: Namae no nai mori?) de Shinji Aoyama
- 2002 : Utsutsu : Kimiko Ikejima
- 2002 : Warau kaeru : Ryoko Kurasawa
- 2003 : Life Is Journey
- 2004 : Kikansha sensei : Yoshie Muroi
- 2004 : Mondai no nai watashitachi : Momoka Matsushita
- 2005 : Bashing (バッシング, Bashingu?) de Masahiro Kobayashi : la belle-mère de Yuko
- 2005 : Flic : Nobuko Ishii
- 2005 : Fiimeiru : Kyoko Morishima - segment Megami no kakato
- 2005 : Ōkami shōjo : la mère d'Akira
- 2006 : 13 no tsuki : Yuiko Murasawa
- 2006 : Limit of Love : Umizaru : Megumi Honma
- 2006 : Moyuru Toki : The Excellent Company
- 2007 : Ahiru to kamo no koinrokkā : Reiko
- 2007 : Hero : Misuzu Nakamura
- 2008 : Domomata no shi : Kuduryu
- 2008 : Kyūka : Mika
- 2008 : Posutoman
- 2009 : Amarufi : Megami no hōshū : Yoshimi Haba
- 2010 : Matataki : Makiko
- 2011 : Honboshi: Shinri Tokusou jikenbo
- 2011 : I Wish, nos vœux secrets (奇跡, Kiseki?) de Hirokazu Kore-eda : Nozomi
- 2013 : Minasan, sayounara : la mère de Satoru
- 2013 : Subete wa kimi ni aetakara
- 2015 : Popura no aki : Tsukasa Hoshino
- 2016 : Zeppeki no ue no toranpetto
- 2017 : Kokoro ga sakebitagatterunda. : Izumi Naruse
- 2019 : Ossan's Love: Love or Dead : Choko Kurosawa

### À la télévision
- 1994 : Tsubasa
- 1995 : Itsuka mata aeru
- 1997 : Mōri Motonari
- 1998 : Odoru daisosasen - Aki no hanzai bokumetsu special
- 1999 : Rinjin wa hisoka ni warau
- 2000 : Shomuni Special 2nd : New Year Drama Special
- 2000 : Yasha
- 2000 : Straight News
- 2002 : Psycho Doctor
- 2003 : Message : Kotoba ga, uragitteiku
- 2003-2006 : La Clinique du Dr Koto : Mariko Nishiyama
- 2003 : Niko niko nikki
- 2003 : Hatsukoi.com
- 2005 : Anego
- 2006 : Tokyo Tower : Mom and Me, and Sometimes Dad
- 2007 : Konshū, tsuma ga uwaki shimasu
- 2007 : Iryū : Team Medical Dragon
- 2008 : Around 40 : Chūmon no ōi onna tachi
- 2008 : Ekkyou sousa
- 2009 : Anmitsu hime 2
- 2009 : Tokyo Dogs
- 2010 : Saigo no yakusoku
- 2010 : Tanburingu
- 2011 : Honboshi: Shinri Tokusou jikenbo
- 2012 : Kazoku no uta
- 2013 : Meido in Japan
- 2013 : Goen hantā
- 2013 : The Last Cinderella
- 2014 : Jiken'ya kagyō 2
- 2014 : Hero
- 2015 : Zannen na otto
- 2015 : Hero: Special
- 2016 : Kaitō Yamaneko (怪盗 山猫?) : Rikako Hosho
- 2016 : Tokyo Sentimental
- 2016 : Cain and Abel
- 2017 : Tokyo Sentimental : Senju no koi
- 2017 : Haha ni naru
- 2017 : Utsubokazura no yume
- 2018 : Ossan's Love